# Isla de Francia (Mauricio)
Isla de Francia (del francés: Île de France) fue el nombre dado a la isla de Mauricio y sus territorios entre 1715 y 1810, cuando el área se encontraba bajo el control de la Compañía Francesa de las Indias Orientales y formaba parte del imperio francés. Bajo control francés, la isla sufrió importantes cambios. Un aumento en la importancia de la agricultura llevó a la importación de esclavos y la construcción de vastas obras de infraestructura que convirtieron a Port Louis en una importante capital, puerto y centro comercial y de abastecimiento.
Durante las Guerras Napoleónicas, la Isla de Francia se convirtió en la base desde la cual la Armada Francesa, incluyendo los escuadrones bajo el mando del Contraalmirante Linois o el Comodoro Jacques Hamelin, y corsarios como Robert Surcouf, organizaron asaltos contra buques mercantes británicos. Los ataques (véase Batalla de Pulo Aura y Campaña de Mauricio) continuaron hasta 1810 cuando los británicos enviaron una fuerte expedición para capturar la isla. El primer intento británico, en agosto de 1810, de atacar Grand Port resultó en una importante victoria francesa, una celebrada en el Arco del Triunfo en París. Un siguiente y mucho más grande ataque lanzado en diciembre de ese mismo año desde Rodrigues, la cual había sido capturado un año antes, fue exitoso. Los británicos desembarcaron en grandes números en el norte de la isla y rápidamente derrotaron a los franceses que terminaron capitulando. En el Tratado de París de 1814, los franceses cedieron la Isla de Francia junto con sus territorios, incluyendo al Archipiélago de Chagos y las islas de Rodrigues, Seychelles, Agalega, Tromelin y Cargados Carajos al Reino Unido. El nombre de la isla luego sería cambiado a su nombre original, Mauricio.

## Historia
Luego de que los neerlandeses abandonaran Mauricio, la isla se convirtió en una colonia francesa en 1715 cuando Guillaume Dufresne d'Arsel desembarcó allí y tomó posesión de ella, dándole el nombre de "Isla de Francia". El gobierno francés entregó su administración a la Compañía Francesa de las Indias Orientales, pero la isla estuvo deshabitada hasta 1721. Además, hasta 1735, la Isla de Francia estuvo administrada desde la Île Bourbon, hoy en día conocida como Reunión.
Para 1726 la compañía había otorgado grandes extensiones de tierras a colonizadores, soldados y trabajadores. Los contratos especificaban que aquellos que recibían las tierras las perderían si no las cultivaban por un periodo de tres años. Cada colono recibía 20 esclavos y a cambio debía pagar una décima de su producción a la Compañía Francesa de las Indias Orientales. Este intento por desarrollar la agricultura generó un aumento en la demanda de mano de obra.
Según Lougnon, 156 barcos pasaron por Mauricio entre 1721 y 1735, antes de la llegada de Bertrand-François Mahé de La Bourdonnais, la mayoría de ellos barcos de la compañía. Comerciantes de esclavos llevaron 650 esclavos a Mauricio desde Madagascar, Mozambique, India y África Occidental.
El comercio internacional, en particular el comercio a larga distancia, creció en el siglo XVIII, y para los años 1780, Francia era la mayor potencia marítima comercial en Europa. El valor del comercio a larga distancia de los franceses con África, Asia, las Ámericas y las reexportaciones al resto de Europa era de £25 millones, mientras que el comercio del Reino Unido estaba valuado en £20 millones. Esta situación explicó la creciente importancia de Port Louis como un centro de comercio entrepôt. Entre los colonizadores franceses, la atracción del dinero fácil y la importancia de las actividades comerciales contribuyeron a su falta de interés en la agricultura. El comercio de esclavos, tanto el legal como el ilegal, fue un importante aspecto del comercio internacional francés en el océano Índico. Una clase de comerciantes se desarrolló y floreció en la isla de Mauricio.
El gobernador, sospechoso de un barco inglés que entró al puerto allí para ser reparado en 1803, encarceló a su capitán Matthew Flinders en la isla por muchos años. Flinders estaba regresando a Inglaterra desde Australia con registros de sus exploraciones científicas.

## Población
Cuando La Bourdonnais llegó a la Isla de Francia en 1735 habían 638 esclavos en una población de 838 habitantes. Después de esto, unos 1.200 a 1.300 esclavos llegaron anualmente; en cinco años el número de esclavos se había cuadriplicado a 2.612 y el número de franceses se había duplicado.

## Legado
Mahé de La Bourdonnais estableció el puerto de Port Louis como una base naval y astillero. Bajo su gobernatura, varios edificios fueron construidos, muchos de los cuales aún se encuentran en pie hoy en día. Entre ellos se encuentran la Casa de Gobierno, el Chateau de Mon Plaisir en el Jardín Botánico de Pamplemousses, y la Barraca de la Línea.